# The Jackson Sun
The Jackson Sun es un diario de los Estados Unidos publicado en Jackson, Tennessee. Es uno de los periódicos más importantes del oeste de Tennessee. Es propiedad de Gannett Company. Su historia abarca más de 150 años. Se entrega a 13 países del mundo, y la publicación es leída por más de 128 000 personas.
Comenzó a publicarse en 1873 como un periódico semanal, con editores como Robert Gates (sobrino de W.W. Gates) y B.A. Enloe. En junio de 1877, se fusionó con el Whig and Tribune para formar el Tribune and Sun. Desde 1986, se publica diariamente, y también ha ofrecido ediciones semanales gratuitas como el Sun Spotter.
A 2013 poseía una circulación de 15 763 ejemplares diarios y 24 287 los domingos.
Su sede se encuentra en la calle W Lafayette, 245 de Jackson, 38301 Tennessee.